# Telefon Ridge
Telefon Ridge är en bergstopp i Antarktis. Den ligger i Sydshetlandsöarna. Argentina, Chile och Storbritannien gör anspråk på området.
Terrängen runt Telefon Ridge är huvudsakligen kuperad, men norrut är den platt. Havet är nära Telefon Ridge norrut. Trakten är glest befolkad. Närmaste befolkade plats är Gabriel de Castilla Spanish Antarctic Station, 4,3 kilometer söder om Telefon Ridge. 